# Quartarius
Quartarius (plural quartarii) era una unitat de mesura de líquids romana equivalent a 0,137 litres. El quartari era equivalent a un quart d'un sextari.
Es troba tanmateix entre les mesures de líquids a Grècia sota el nom de τέταρτον (quartà, quarta part).